# Podocarpus brevifolius
Podocarpus brevifolius — вид хвойних рослин родини подокарпових.

## Поширення, екологія
Країни поширення: Малайзія (Сабах). Поширений від верхньогірського до субальпійського карликового лісу. Росте зазвичай на ультраосновному субстраті, а також на граніті, серед валунів або у щілинах.

## Використання
Використання не записане для цього виду.

## Загрози та охорона
Єдиною потенційною загрозою цьому виду є вогонь, який може викликати занепокоєння, бо туризм по стежках на гору збільшується. Через загалом вологі й прохолодні умови ця небезпека буде тільки в короткі часи сухої погоду. Одне з відомих місць проживання знаходиться поряд з мідним рудником і видобуток, можливо, має локальний вплив. Цей вид, ймовірно, присутній в кількох ПОТ. Практично все населення обмежується англ. Mt. Kinabalu National Park.